# Schießkugelschreiber

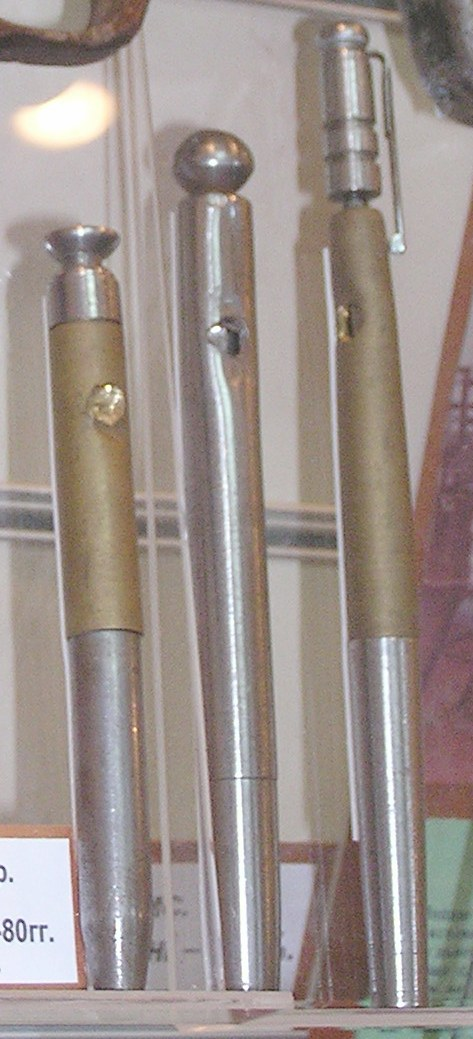
Schießkugelschreiber

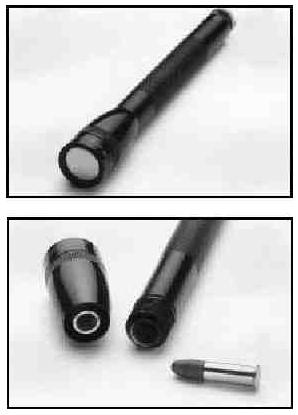
Prinzip des Schießkugelschreibers angewandt in einer Taschenlampe.

Ein Schießkugelschreiber ist eine Feuerwaffe, die einem Kugelschreiber ähnelt. Sie ist nach dem deutschen Waffengesetz (WaffG), Anlage 2 (zu § 2 Abs. 2 bis 4), Waffenliste, und dem österreichischen Waffengesetz (Waffengesetz 1996 – WaffG), § 17 Abs. 1 Z 1 eine verbotene Waffe, da sie ihrer Form nach geeignet ist, einen anderen Gegenstand vorzutäuschen.
Schießkugelschreiber haben meistens ein kleines Kaliber wie z. B. .22 lfB, .25 ACP, .32 ACP und können nur einen Schuss abgeben.
Einige Schießkugelschreiber sind nicht zum Abfeuern von regulären Patronen ausgelegt, sondern für Platz- oder Tränengaspatronen oder Leuchtspurmunition.
Im Zweiten Weltkrieg unterstützten die USA die französische Résistance im Kampf gegen die deutschen Besatzungstruppen, indem sie unter anderem die einem Schreibstift ähnelnde Stinger-Pistole verteilten.